# Michelagnolo Galilei
Michelagnolo Galilei sau Michelangelo Galilei (n. 18 decembrie 1575, Florența, Marele Ducat de Toscana – d. 3 ianuarie 1631, München, Electoratul Bavariei) a fost un compozitor și lutist italian din perioada Renașterii târzii și de început al Barocului. A fost activ în principal în Bavaria și în regiunea polono-lituaniană. A fost fratele savantului Galileo Galilei.